# Капустинці (Бориспільський район)
Капу́стинці — село в Бориспільському районі (до 2020 – в Яготинському) Київської області, розташоване за 15 км на південь від Яготина. Входить до складу Яготинської міської громади.
До 1917 року входило до складу Пирятинського уїзду Полтавської губернії Російського господарства (імперії), до цього у складі Яготинської сотні Переяславського полку Гетьманщини і Переяславського староства Київського воєводства Корони Польської і Речі Посполитої[джерело?].
З 1859 року і до революції 1917 Капустинці записувалися «козацьким селом», оскільки більшість населення становили козаки – нащадки виборного городового козацтва[джерело?].

## Населення

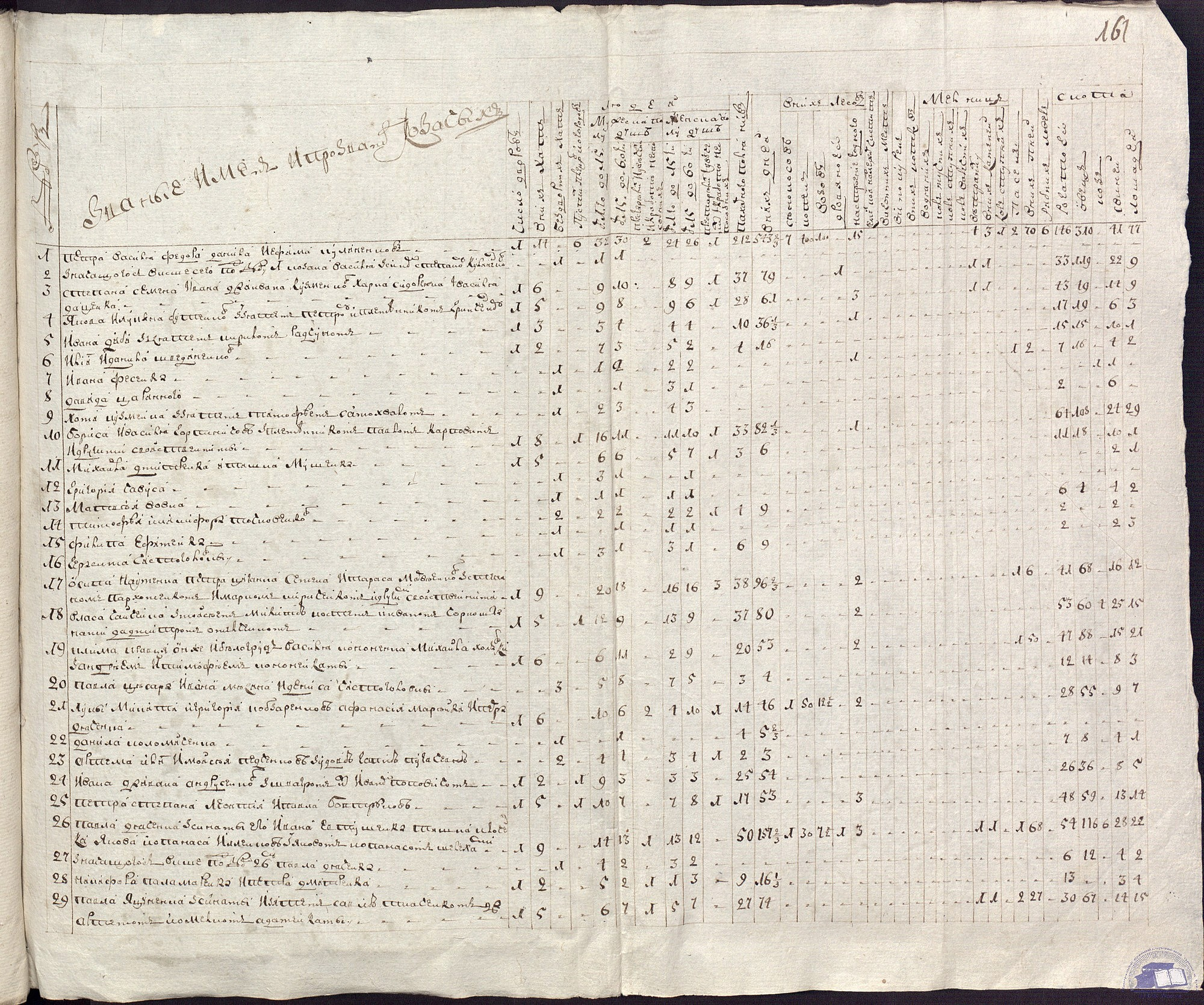
Капустинські родини і їхнє майно за Рум'янцевським описом 1767 року.

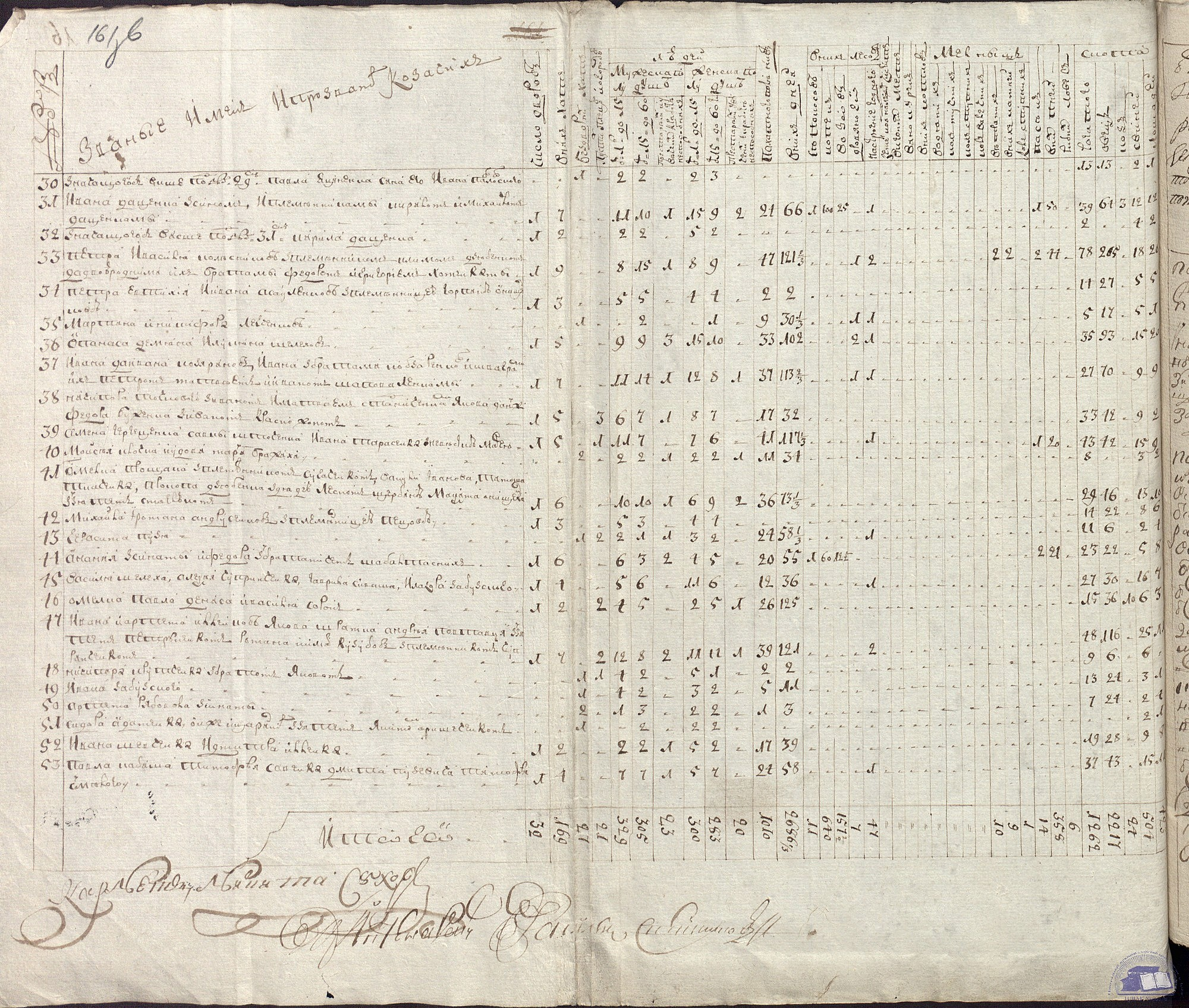

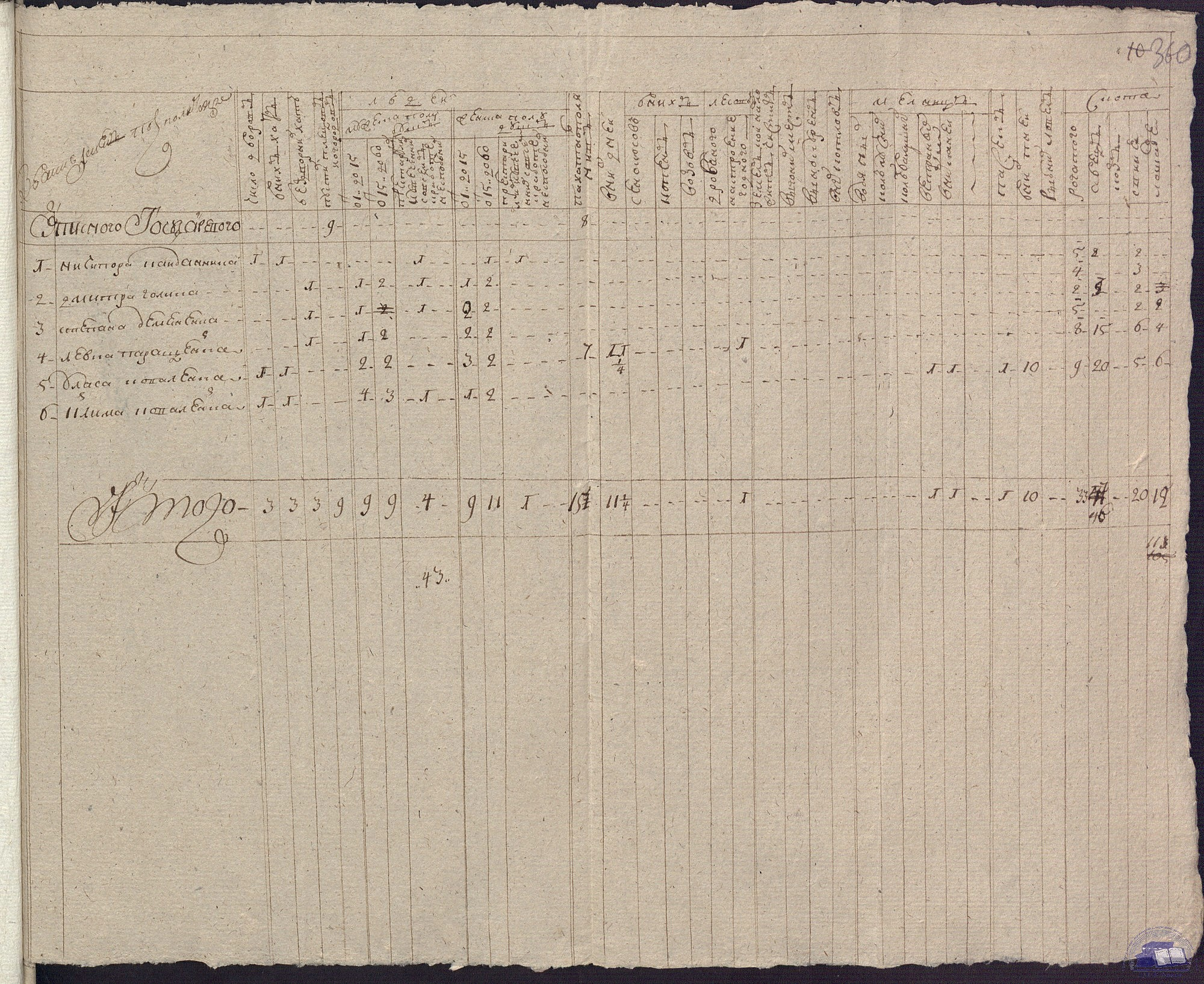

За даними перепису населення 2001 року, у селі мешкало 914 осіб. За мовним складом Капустинці діляться наступним чином[джерело?]:
- Українська – 97,16%.
- Вірменська – 1,53%.
- Інша – 1,09%.

### Видатні капустяни
- Куленський Микита Петрович (1750 – до 1785) – канівецький сотник у 1777 – 1781 рр. Зять компанійця, наказного сотника Переяславської полкової сотні, значкового товариша Переяславського полку (1735 – 1759) Івана Васильовича Неверовського і його дружини Маріанни Павлівни, доньки ротмістра компанійського полку Ковбаси, родички Григорія Савича Сковороди[1];
- Кулінський Ісай Федорович (бл. 1744 – ?) – писар Яготинської сотні.
- Бирюкович Петро Вікторович (1909 — 1988)[2] — відомий психіатр, вчений і викладач, автор підручників;
- Васенко Григорій Демидович — уродженець села Нехайки з приписних козаків, батрак, гвардієць Російської імперії, революціонер, один з членів Капустинського волвиконкому, переконаний більшовик, учасник боротьби з антирадянським повстанським рухом і бандитизмом у Пирятинському повіті, дід українського лікаря і військового генерала Володимира Васильовича Паська;
- Кайданник Василь Михайлович (1935) — підполковник СРСР у відставці, згодом генерал-майор, кадровий військовий, почесний громадянин села Капустинці;
- Козуб Іван Гнатович[3] — революціонер, один з організаторів сільського вільнокозацького загону самооборони у 1917 — 1920 рр., перший голова Бориспільського райвиконкому, автор книги спогадів «Доба і доля»;
- Козуб Сергій Гнатович (1897 — 1938)[4][5][6] — український дослідник і літературознавець, дослідник творчості Михайла Коцюбинського, страчений на Колимі у 1938 році;
- Онищенко Григорій Потапович — колишній заступник Голови Ради Міністрів УРСР, член ЦК КП України, нагороджений двома орденами Леніна, орденом Трудового Червоного прапора та медалями Радянського Союзу. Саме він посприяв тому, щоб с. Капустинці були передані до складу Київської області (оскільки вони дійсно ближче до Києва, а не до Черкас чи Полтави). Очевидно, що ця подія має важливе значення для розвитку с. Капустинці.
- Степаненко Іван Ничипорович — нащадок і родич жителів села по матері, уродженець села Нехайки, український червоний льотчик, воїн РСЧА, учасник німецько-радянської війни, Двічі Герой Радянського Союзу;
- Хмельницький Григорій Олександрович — академік Української Академії Аграрних Наук, доктор ветеринарних наук, професор, почесний громадянин села Капустинці[7].
- Чаленко Феодосій Кузьмович — український журналіст, редактор, публіцист і вихователь підростаючого покоління журналістів на Черкащині;

В селі працював вчителем Масло Михайло Кирилович — український вчитель, поет, член Національної спілки письменників України[джерело?].

### Пам'ятники
В с. Капустинці встановлено три пам'ятники, всі пам'ятники поіменні[джерело?]:
— загиблим у громадянську війну (16 чоловік);
— загиблим під час голодомору 1932—1933 рр. (1120 чоловіків, жінок, дітей);
— загиблим у другу світову (145 чоловік);

### Роди
Абсолютна більшість місцевих жителів походить з козацьких городових родів. В селі живуть наступні родини: Агієнки, Асауленки, Андрусенки, Бутенки, Бовтрюки, Буряки, Велички, Вересоцькі, Вороб'ї, Ганжі, Грині, Горпиничі, Гузі, Добровольські, Диби, Дащенки, Довгі, Євпиринки, Захарченки, Забудські, Кулінські (Куліненки, Кулі), Кубарі, Козуби (Кузуби), Кучми, Карпенки, Козярини, Кобзаренки, Легкі, Мирошники, Онищенки, Павловські, Петренки, Пащенки, Пономаренки, Прохоренки, Попки, Проценки, Прощаки, Руби, Сороки, Сиваші, Стояни, Сердюки, Точкові, Тарасенки, Федини, Хоменки, Хмельницькі, Чаленки, Чуприни, Швединенки, Шелихи, Швеці, Шевченки, Штоки, Шрамки та інші[неавторитетне джерело].

## Історія

### Доба Київської Русі
Село розташоване на землях лісостепу, який віками служив дорогою якою переселялися різноманітні племена і народи, де йшли війни і торгівля, боротьба за владу в регіоні. У свій час ці землі належали до держав скіфів, сарматів, хозарів і нарешті слов'ян – Русі[джерело?].
В часи Руської держави, землі села належали до Переяславського князівства, прикордонного з кочовим степом, через які йшла торгівля зі Сходом, хозарами, булгарами і більш далекими землями, у тому числі з Кавказом, Аравією і Китаєм. З іншого боку, з боку Степу, в цих краях розташовувалися стойбища і зимівники половців. Тут було те пограниччя давньої Русі, де новий, християнський світ, перетинався зі старим язичницьким, де формувалися спільноти християн-степовиків, які за своїм способом життя по суті були прямими предками і попередниками козаків-українців Подніпров'я пізніших часів[джерело?].
Протягом багатьох століть поруч з селом жили кочівники і землероби — скіфи, сармати, печеніги, половці, татари[джерело?].

### Ординська доба
У середині XIII століття землі Переяславщини були спустошені монголо-татарською навалою[джерело?].
Неподалік від Переяслава знаходилася переправа, контрольована ординцями, як, власне, і все українське Лівобережжя. Під час монгольської окупації місцеве населення часто мусило служити Орді, та після битви під Синіми Водами ординське ярмо суттєво ослабло, а невдовзі і взагалі зникло. На зміну Орді прийшли татарські набіги з Криму, які не давали можливості повноцінному мирному розвитку краю[джерело?].

### Литовська доба
Перебуваючи у складі Великого Князівства Литовського, з українських земель розвивається переважно Волинь та Поділля, оскільки Лівобережжя, як і Наддніпрянщина загалом, було повністю спустошене монголами, і практично все населення краю було вимушене переселитися подалі на захід та північ. Землі Переяславщини формально належать до князівських вотчин, але фактично на них господарюють так звані «уходники» — рибалки, мисливці, вояки і грабіжники, а часом навіть і хлібороби. Землі села в цей час, як і більша частина земель Переяславщини та Полтавщини, входили до вотчини князів Глинських, нащадків ординського воєводи Мамая, розбитого Дмитром Донським, які осіли у степах Лівобережжя визнавши опіку литовських князів а також їх родичів Островських і Вишневецьких[джерело?].

### Часів Речі Посполитої
Починаючи з кінця 15 століття, землі Наддніпрянщини поступово заселяються переселенцями з Волині, Галичини, Поділля та Сіверщини, і нарешті починають свій стабільний розвиток знаходячись під захистом Війська Запорізького. За Речі Посполитої село відносилося до Київського воєводства[джерело?]. 
Капустинці були засновані 1612 року, за розповідями місцевих – вихідцями з подільського містечка Кальник, які переселилися на землі Переяславщини через загрозу татарського спустошення[джерело?]. Своє підтвердження ця версія знаходить і у Рум'янцевському описі Малоросії (1766)[джерело?]:
«Та церковь [Архістратига Михаїла] издревле на свободном месте состоит, когда еще во время руины с той
стороны Днепра, с местечка Калника народ досколко семей пришол и осаду того села Капустинец учинил»[неавторитетне джерело].
Згодом населення села було більш ніж на половину розбавлене жителями Ніжинського полку[джерело?]. 
До 1648 року землі належали князям Вишневецьким, зокрема відомому Яремі Вишневецькому, який, якщо вірити розповідям місцевих, у роки Хмельниччини «відступав» з України проходячи повз Капустинці старою «злодійською стежкою»[джерело?].

### За Гетьманщини (1648 – 1764)
1648 року Капустинці перейшли під владу повсталих козаків і новостворену українську державу – Гетьманщину. За новим адміністративним поділом відносилися до Яготинської сотні Переяславського полку[джерело?]. 

Герб гетьманського Переяслава.

Село присутнє на «Спеціальній карті України» (1648) Ґійома де Боплана[джерело?].
У січні 1680 року, місцевий церковний ктитор Карпо Мащенко та панотець капустинської церкви святого архистратига Михаїла Василій, придбали у Києві за сім кіп грошей «Тріодь пістну» (1648) київського друку, про що залишили відповідний запис на її сторінках[джерело?]:
«Во имя Отца и Сына и Святаго духа аминь. Мы громада Посполье Капустинская отминилисмо сию книгу глаголемую Триодь постную сиричь Трипеснец за готовую суму литовской личбы коп сем в Киеве, посилаючи своего ктитора а именно Карца Мащенка з отцем Василием на тот час будучи священником Капустинцах при храме святого архистратига Христова Михаила: в року 1680 генваря 9 го числа: а хто бы мел отдалити от того храму архистратига Михаила любо свецкого стану, люб з духовного станови, буди проклят и суд мети пред нелицемерным Судиею. аминь», – нині книга зберігається в Москві у колекції Щапова (ГИМ, Щап. № 156)[джерело?].
В 1690-х роках у власності чернігівського та переяславського полковника Івана Яковича Лисенка.

### Російська імперія (1764 – 1917)
1764-1783 роках російською імператрицею Катериною II було ліквідовано Гетьманщину. До 1783 козацькі полки все ще зберігали свій устрій, та після, територія Переяславського полку була поділена між повітами Київського намісництва, причому 8 з 18 його сотень були розформовані між різними повітами. Указом від 9 липня 1783 р. Переяславський полк був реорганізований у регулярний кінний карабінерний полк російської армії. Переяславське козацтво ще деякий час продовжувало існувати як стан, проте вже не становило окремої військової одиниці[джерело?].
У 1766 році Капустинська волость налічувала 1743 двори, 1085 мешканців, 4 земських та дві церковноприходські школи, а також діючу православну церкву[джерело?].
З 1779 року у селі Михайлівська церква.
1783 р. на землях Лівобережної та Слобідської України було запроваджено кріпацтво, яке на Капустинці, як на козацьке село, не розповсюджувалося[джерело?]. 
Починаючи з часів утворення Київського намісництва на основі колишніх козацьких полків, село Капустинці належало поміщикам, у тому числі графу С. П. Рум'янцеву (1775—1839, або 1838), власнику помістя в Ташані, одного з учасників розробки і видання указу про вільних хліборобів[джерело?].
Починаючи з XIX століття, село відносилося до Пирятинського повіту Полтавської губернії. Після 1859 р. в документах стало називатися козацьким і мало 221 господарство та 1264 жителя.
1910 року - село, центр Капустянської волості Пирятинського повіту Полтавської губернії, 350 господарств, 2222 мешканця.

І до і після Української революції 1917-1920 рр.. у селі існувала православна церква, де учителем був дяк, а також двокласна церковно-приходська школа, де на початку XX століття вчителювала дочка місцевого попа Білінського[неавторитетне джерело].

### Революція 1917—1921 років
Восени 1918 року П. Куліш створив партизанський загін на Переяславщині у селах Пологи-Вергуни та Пологи-Яненки у кількості 70 чоловік. Помічником командира було обрано О. Рубана. Загін виступав під жовто-блакитним прапором Української Народної Республіки. Розташувався він у лісі між селами Безбородьки та Рецюківщина. Ще в Чопилках до нього приєднався загін ковалівців. 20 листопада загін вже нараховував 170 бійців і передислокувався в Рецюківщину до спорожнілого маєтку князя Кочубея. Сюди, у Рецюківщину, прибув із Золотоноші більшовик В. Гайдамака. Перслідуючи власні цілі, В.Гайдамака відразу ж заявив, що потрібно провести нараду командного складу загону — йому потрібно було усунути П.Куліша від командування. Не подобався йому і синьо-жовтий прапор, під яким формувався загін. З цього питання розгорілася суперечка. Але В. Гайдамака зумів переконати присутніх у ... . Його підтримали Т. Бицюра із села Пологи-Яненки, М. Терещенко з Демок, О. Рубан та Н. Гресь. П. Куліша, який до того ж радив не нападати на німців у Безпальчому, було усунено від командування об'єднаним загоном. Новим командиром загону було обрано О. Рубана, а комісаром — В.Гайдамаку. Заміна командування потягла за собою заміну прапора. Загін виступив під червоним[джерело?].
У цей час у селі Безпальчому розташувався на відпочинок підрозділ німецького війська у кількості 400 чоловік. Інший підрозділ перепочивав у Жорнокльовах. У цілому це був 82 піхотний полк, який відходив до Німеччини. Там відбувалася своя революція, кайзера було усунуто від влади, скасовано деякі міжнародні договори, у тому числі й з УНР про допомогу у боротьбі з московсько-більшовицькою навалою. 9 грудня 1918 року партизанський загін при підтримці селян-безпальчівців оточив з трьох боків село і вступив у бій з німцями. Побоїще було надто гарячим і нерівним, внаслідок чого загинув 31 партизан та 11 було поранено, у тому числі й командира загону О.Рубана. Після відступу німецьких загонів партизанський загін, значно поповнений селянами навколишніх сіл, було переформовано і поділено на шість сотень. Перша, друга та третя стояли у Драбові, четверта — у Золотоноші, п'ята, якою командував М.Терещенко, спочатку дислокувалась у Демках та Капустинцях, шоста розташувалась у Мойсівці, у будинку В. Вольховського, де діяла телефонна станція, а отже, був зв'язок з усіма іншими сотнями, що розташовувались теж у телефонізованих поміщицьких маєтках. У середині грудня 1918 року п'ята сотня М. Терещенка виступила на Переяслав і зайняла його. У цей час за завданням командування П.Куліш у Шрамківці сформував сьому сотню. До неї увійшли робітники і селяни Шрамківки, Мойсівки, Степанівки, Каївки. П.Рудик, якого було призначено сотником, повів свій підрозділ до Переяслава, де замінив п'яту сотню М.Терещенка, яку було направлено на станцію Гребінка. Директорія, відновлюючи владу УНР, теж направила свої війська до Переяслава, тут у січні 1919 року сотня П.Рудика вступила в бій з військом УНР, у якому загинули сотник П. І. Рудик з Каївки та прапорщик А. Г. Капустянський з Ковалівки. Останній, будучи командиром загону при коменданті м. Переяслава, перейшов з гетьманської варти до партизанського загону. Все ще знаходячись під впливом більшовиків, партизани району вели бої з військами Директорії УНР на станціях Гребінка та Яготин. Тільки де тут Капустинці?[джерело?]
Таким чином можна говорити про поступовий і далеко не простий процес встановлення народовладдя в Українській Народній Республіці 1917—1920 рр. і зокрема в селах округи[джерело?].
З 1921 по 1923 рр. в селі вчителювала Олена Констянтинівна Прохорович — вчила дітей бідноти[джерело?].

### 1925—1933
Більша частина населення на цей час вже визначилася з основним військово-політичним вектором і зайнялася мирною працею, розбудовою Української Держави (УСРР) у складі Сполучених Радянських Держав (СРСР). Дослідниками цей період зазвичай класифікується як НЕП (Нова Економічна Політика)[джерело?].
В цілому в селі в той час як і по всій Україні було чимало людей, особливо молоді, які визначали себе як безпартійних коммуністів, тобто прихильників радянської влади, влади рад, подібних до давніх козацьких, але які до коммуністичних партій, у тому числі партії більшовиків не мали відношення, маючи власне, незалежне бачення радянської влади. Тому встановлення будь-яких форм централізованої влади в 1917—1927 рр. в тому числі тих прихильниками яких були коммуністи-більшовики, відбуволася з великими труднощами, призводячи в деяких випадках до насилля і конфліктів між жителями села. Як приклад можна навести випадок 1920-х років, коли серед білого дня селянин Шевченко у Капустинцях застрелив міліціонера Осавуленка[джерело?].
Загалом село як і основна частина центральної Євразії на початку 1920-х років потрапило в перманентну соціальну кризу, про що свідчить в тому числі Іван Козуб у своїх спогадах. Громадянська війна, зубожіння населення, розкол сільського миру на прихильників різних політичних і військових сил, постійні кримінально-політичні розборки в регіоні між різними загонами-бандами та їх отаманами, вбивства, грабунки. В цих умовах, після закінчення громадянської війни комуністи-більшовики висувають гасло сильної центральної влади під їхнім началом і значна частина населення в тому числі молоді від безвиході їх підтримує[джерело?].
Починає сяк-так налагоджуватись освіта, медицина, робота органів правопорядку, зв'язки з містом. Молодь отримує змогу служити в армії чи їхати навчатися або мирно працювати хоч і в умовах бідності. Але насильницька централізація влади продовжується, що проявляється після 1929 року в згортанні НЕПу, на початку 1930-х в голодоморі і численних репрессіях, напівпримусовій коллективізації. Хоч в цей період теж можна виділити певні позитивні моменти — початок розвитку на базі колгоспів сучасної суспільної інфраструктури — школи, лікарні, забезпечення сіл електрикою, телефонним і радіозв'язком, події які за їх значенням можна порівняти з інтернетизацією України початку XXI ст[джерело?].

### 1933—1941

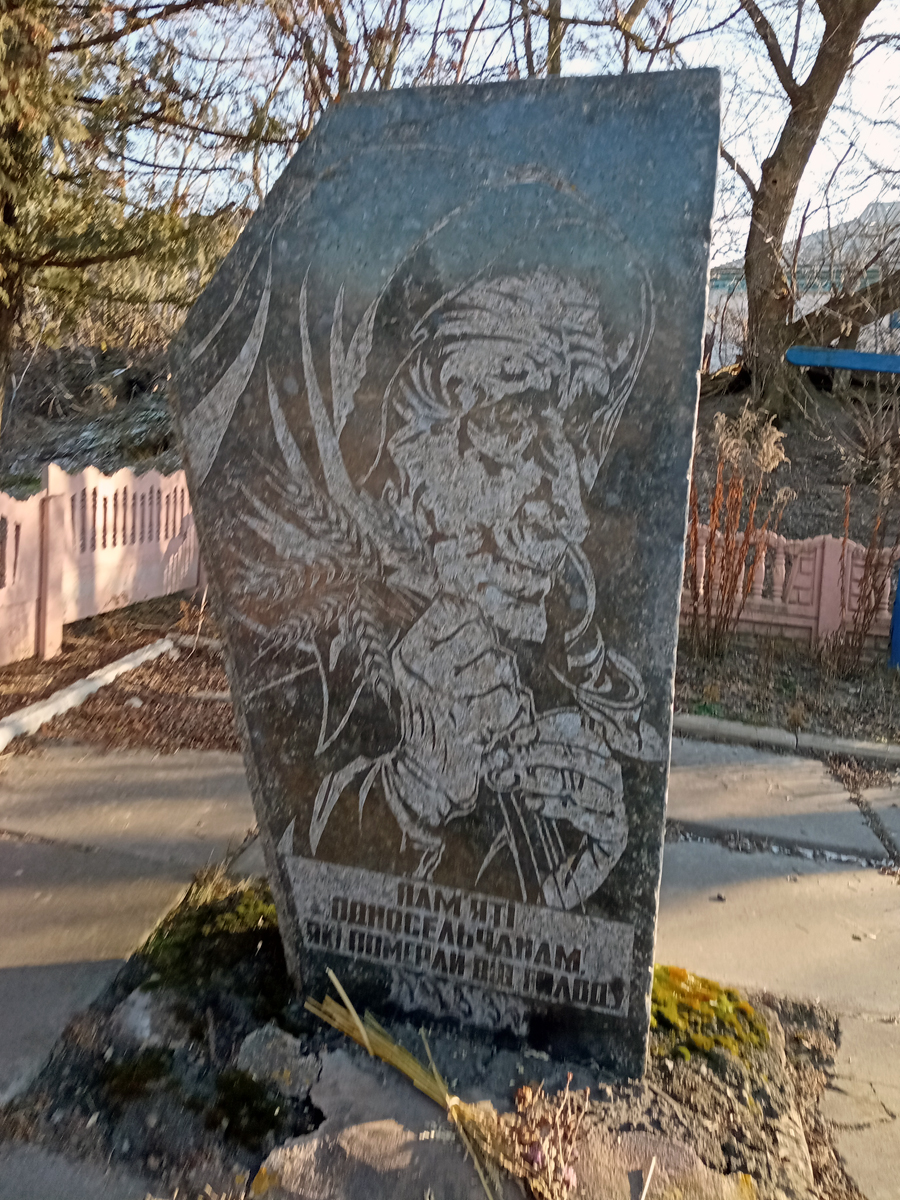
Меморіал Голодомору

Село дуже постраждало під час Голодомору. З різних джелел встановлено 284 імені загиблих. Ховали жертв Голодомору, за спогадами очевидців, на сільських кладовищах. Восени 1993 року в центрі села Капустинці встановлено пам’ятник жертвам Голодомору. Ініціатором встановлення був голова КСП «Дружба» В. А. Платовський.
З початком німецько-радянської війни почалася мобілізація значної кількості жителів села до лав сталінської Червоної Армії (Бублики, Кулінські та ін.)[джерело?].

### 1950—1970
Повоєнна відбудова зруйнованого господарства країни. Соціалістичне і колгоспне будівництво. Прокладка доріг, під час якої було зокрема осквернено і знищено частину старого сільського козацько-християнського кладовища, на якому були поховані предки жителів села з 17-18 ст. Сільська молодь їде до великих міст Української Республіки і Радянського Союзу з метою навчання і у пошуках кращої долі. Лише досить невелика частина з них повернеться до рідного краю[джерело?].

## Землеуправлінське підпорядкування

село Капустинці на карті Боплана 1650 року, за звичаєм тих часів південь знаходиться вгорі карти, червоним показано межі сучасних областей України

Село Капустинці у різні часи входило до складу різних землеуправлінських одиниць[джерело?]:
- 1922—1923 рр. до Капустинської волості Пирятинського повіту Полтавської губернії
- 1923—1926 рр. до Золотоніського округу Ковалівського району
- 1926—1931 рр. до Прилуцького округу Бирлівського району
- 1931—1935 рр. до Драбівського району Прилуцького округу
- 04.1935 — 06.1935 до Драбівського району Київської обл.
- 1935—1940 рр. до Бирлівського району Харківської обл.
- 1940—1954 рр. до Ковалівського району Полтавської обл.
- 1954—1959 рр. до Шрамківського району Черкаської обл.
- з 1959 р. до Яготинського району Київської області

## Особистості
Кам'яні молотки — символ стоянки первісних людей, яка знайдена коло села, колоски — символ хліборобської праці капустинців, зелене тло щита — натякає на зелений лист капусти, яка дала назву селу. Корогва складена поєднанням колосків та срібного андріївського хреста, символу християнських чеснот жителів села[джерело?].
Петро Куліш — старшина армії УНР при Директорії[джерело?].

## Назва населених пунктів Капустинці
Назва Капустинці ймовірно означає поселення капустинців (капустянців) — прибічників, вояків отамана (князя) з роду Капуст — стародавнього роду, гілки Рюриковичів, який згадується в літописах XV—XVI ст[джерело?].

## Галерея

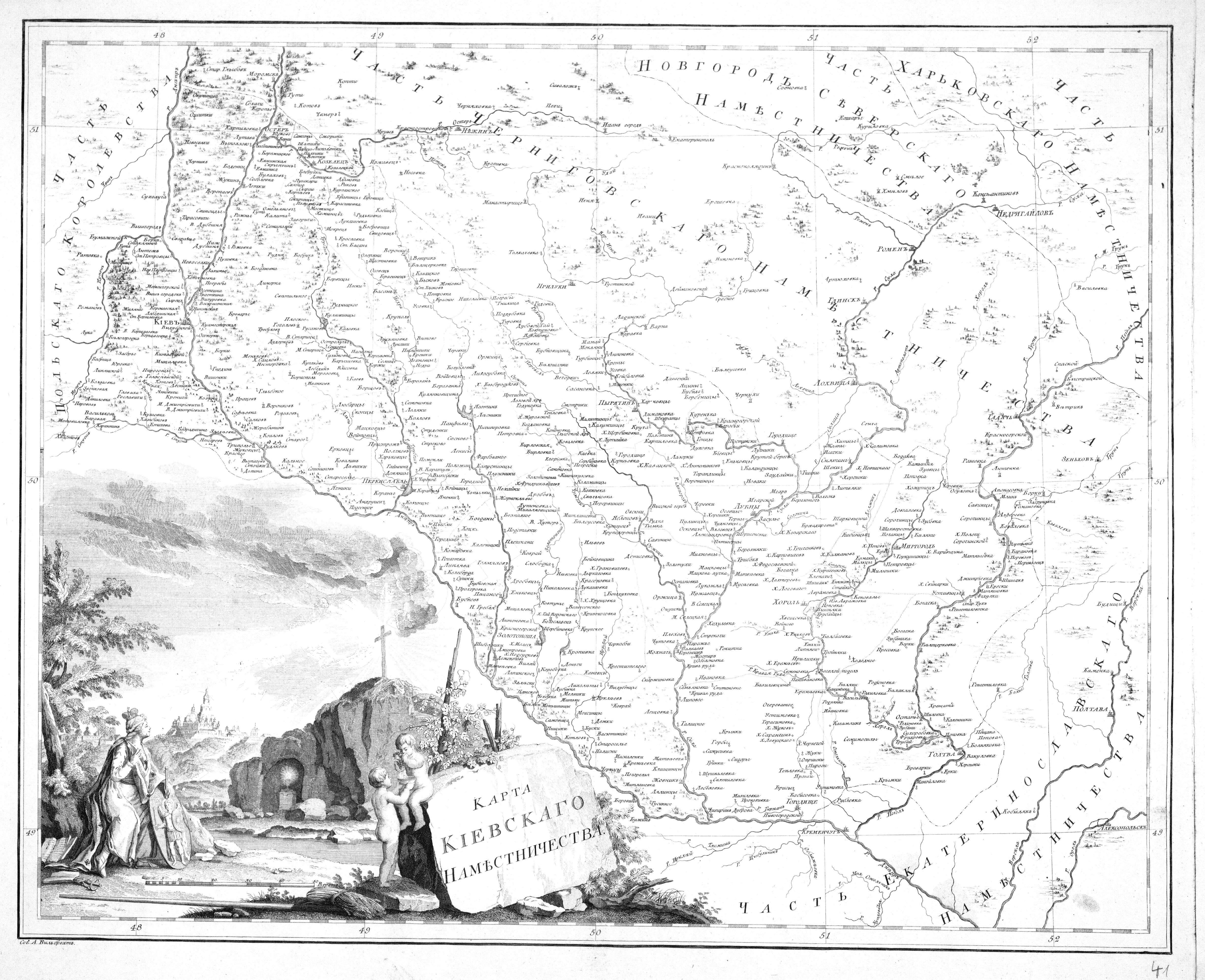
Мапа Київського намісництва 1792 року.
Житель села, трудовий козак М. В. Чаленко (1902-1921).
Подяка С. П. Бублику за взяття Берліна.
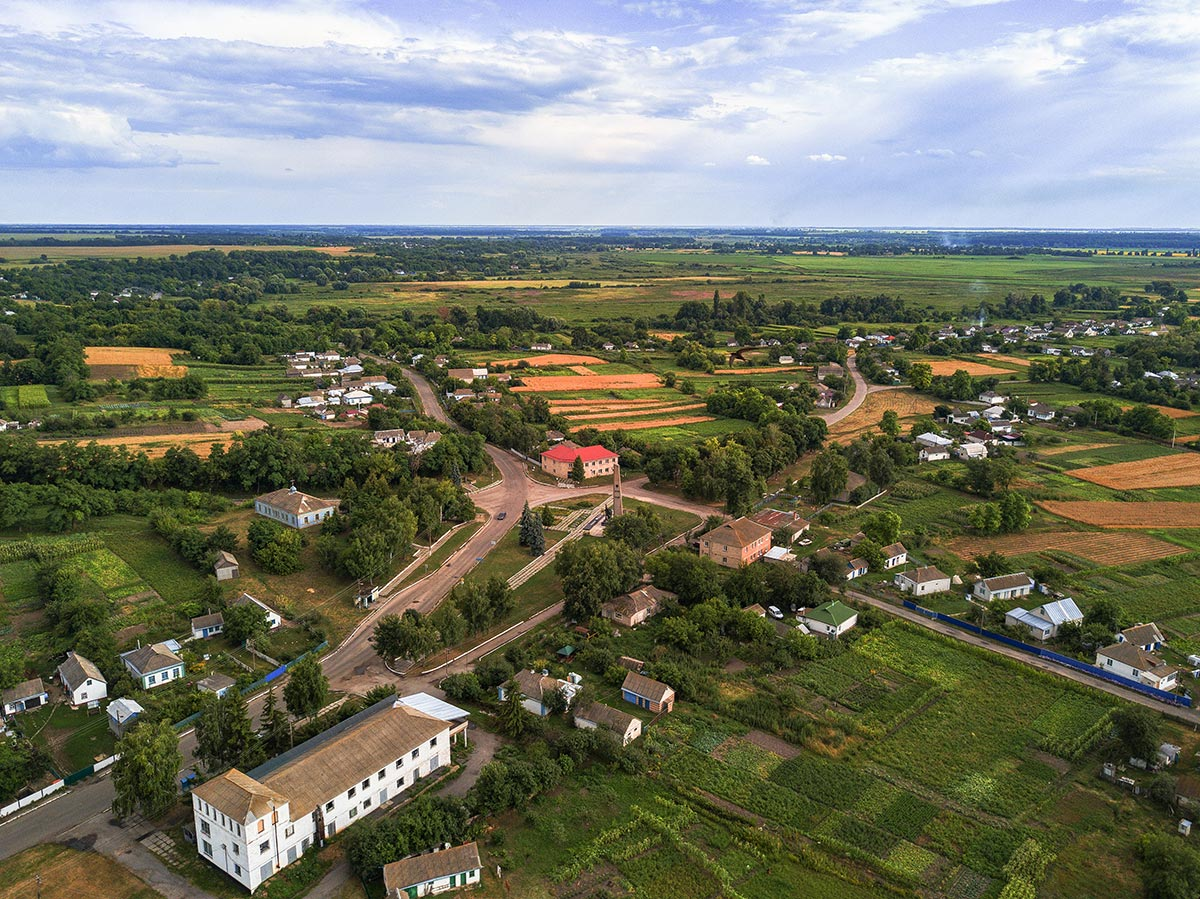
Центр Капустинець з висоти.

## Мапи

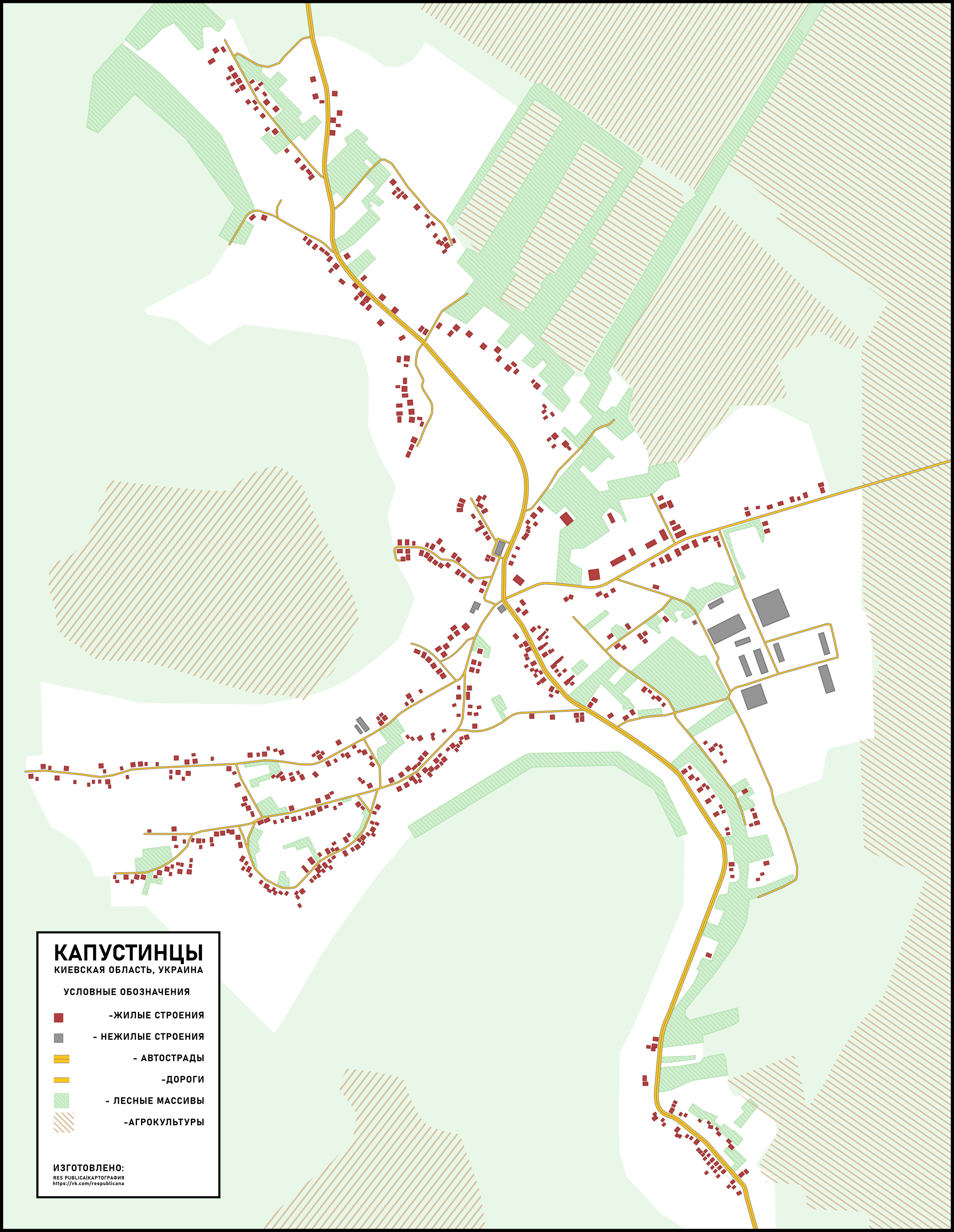
Сучасний вигляд Капустинців (2021).
Капустинці на «Генеральній карті України» (1650).